# Childebert Adoptowany
Childebert Adoptowany król Franków na terenie Austrazji w latach 656–662.
Syn majordoma Grimoalda I "Starszego", adoptowany przez Sigeberta III i królową Chimnechildę. Po śmierci Sigeberta III w 656 roku, Grimoald zesłał jego syna Dagoberta do klasztoru i ogłosił Childeberta królem Austrazji. Istnieją dwie wersje dalszych wydarzeń. Według jednej z nich Chlodwig II i jego majordom Erchinoald pojmali i zabili Childeberta w roku 657. Według drugiej wersji Chlotar III zaanektował Austrazję w roku 661, usuwając młodego uzurpatora i zabijając go w roku następnym.